# Her Country's Call
Her Country's Call er en amerikansk stumfilm fra 1917 af Lloyd Ingraham.

## Medvirkende
- Mary Miles Minter - Jess Slocum
- George Periolat - Jim Slocum
- Allan Forrest - Earle Neville
- Henry A. Barrows - Tremaine
- Margaret Shelby - Marie Tremaine